# Pacea Religioasă de la Augsburg

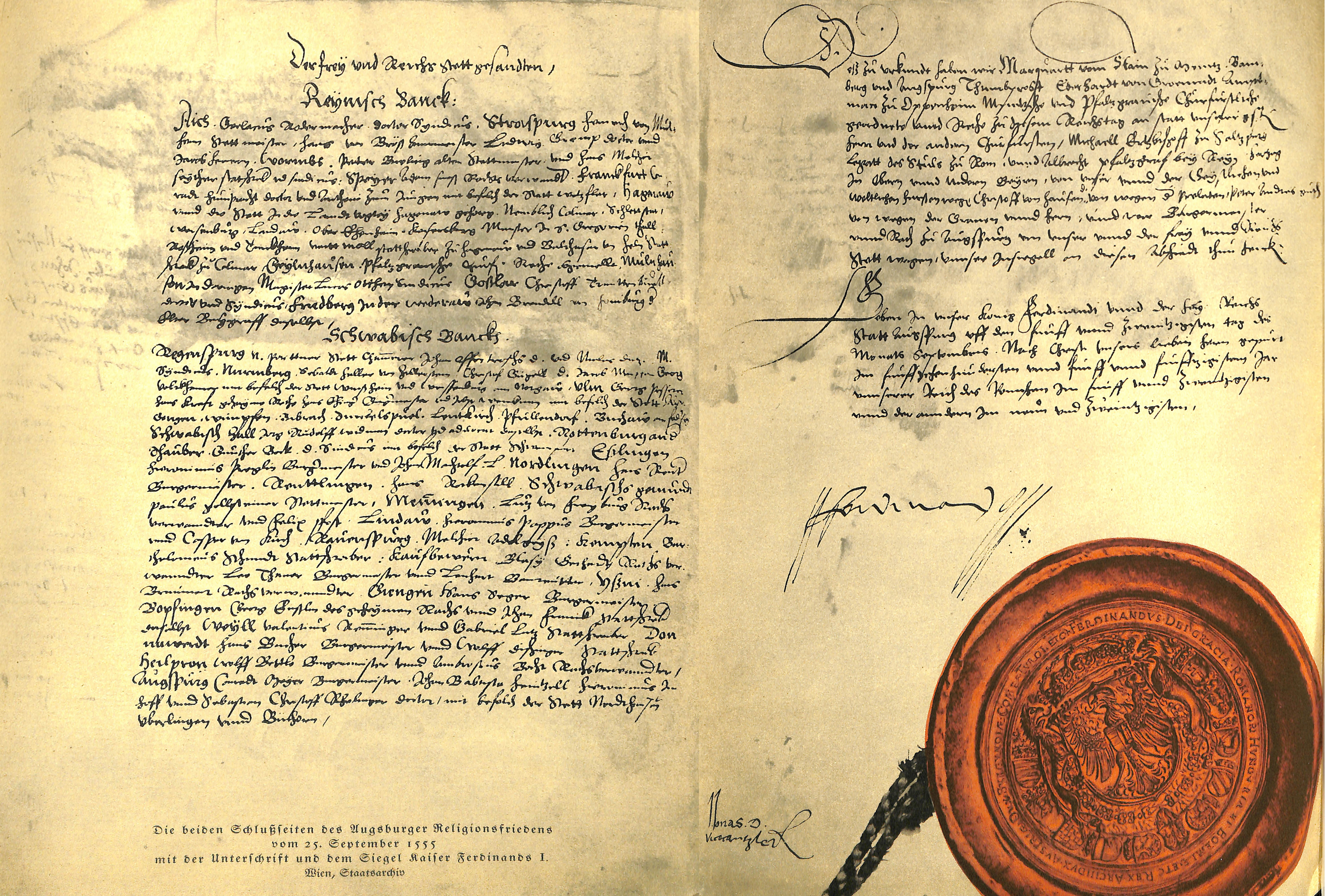
Documentul cu semnătura regelui Ferdinand I

Pacea Religioasă de la Augsburg  (în germană Augsburger Reichs- und Religionsfrieden) a fost un acord încheiat pe 25 septembrie 1555 la Dieta imperială de la Augsburg între împăratul Carol Quintul, reprezentat de fratele său Ferdinand I și de principii imperiali catolici, pe de o parte, și principii protestanți ai Ligii de la Schmalkalden, pe de altă parte.
Acest acord, care legifera situația celor două confesiuni religioase în Sfântul Imperiu Roman, catolică și luterană, avea ca scop încheierea conflictului politico-religios desfășurat încă din anii 1520, după ruptura dintre Martin Luther, inițiatorul Reformei Protestante, și Biserica Catolică (1517–1520).
Acordul garanta libertatea religioasă și dreptul de proprietate pentru adepții Confesiunii de la Augsburg (Confessio Augustana), adică credincioșilor de confesiune luterană.
Într-o perioadă în care majoritatea oamenilor credeau că o singură confesiune religioasă trebuie să existe, acest document a fost un compromis bazat pe principiul „cujus regio, ejus religio”  conform căruia fiecare principe din imperiu avea dreptul de a alege una dintre cele două confesiuni, care devenea implicit confesiunea teritoriului, respectiv a statului său, și a supușilor săi.
Pentru Carol Quintul (1500–1558) încheierea acestui acord a constituit un eșec al politicii sale de unitate creștină. Dezamăgit, el a renunțat la posesiunile sale din Țările de Jos în octombrie 1555, la cele spaniole în ianuarie 1556, apoi la coroana imperială și s-a retras la o mănăstire unde a trăit până la sfârșitul vieții.

## Context istoric
Dieta imperială întrunită la Augsburg în anul 1530 a formulat Confesiunea Augustană (Confesiunea de la Augsburg), pe care au trimis-o împăratului Carol Quintul, care s-a opus inițial inovațiilor confesionale și a căutat să întoarcă toți credincioșii la catolicism. În cele din urmă, după numeroase conflicte politice și chiar armate, în anul 1552 a fost încheiată Pacea de la Passau, prin care a fost recunoscut dreptul de existență a confesiunii luterane.

## Efecte
Trunchiul principal al confesiunii luterane a adoptat mărturisirea de credință de la Augsburg și se intitulează „Evangelische Kirche A.B.”, de confesiune augustană, inclusiv Biserica Evanghelică de Confesiune Augustană din România.